# Dan Spătaru (cântec)
„Dan Spătaru” (cunoscut și ca „Dan Spătaru n-a murit”) este un cântec produs în colaborare de DJ-ul Boier Bibescu și rapperul Don Baxter, în onoarea a cincizeci de ani de la lansarea interpretului pe scena muzicală. „Dan Spătaru” este în mare parte o prelucrare a melodiei „Mi-ai furat inima” a artistului; ideea care stă la baza piesei o constituie cântecul „Michael Jackson is not dead” a muzicianului italian Spankox.
În toamna aceluiași an a fost lansat un al doilea material dedicat lui Dan Spătaru, „Îți pare rău” al rapperului Spike.